# Vetternwirtschaft
Vetternwirtschaft oder Nepotismus bezeichnet eine übermäßige Vorteilsbeschaffung durch und für Familienangehörige oder andere Verwandte (oder enge Freunde). Beispiele für diese Bevorzugung sind die Gewährung von ungewöhnlich günstigen Vertragskonditionen untereinander oder die Unterlassung notwendiger Prüfungen bei Verwandten zu Lasten einer Institution oder eines Unternehmens, in denen ein Familienmitglied eine leitende Position innehat. Auch Schiebung kann eine Form der Vetternwirtschaft sein. Selten gebraucht wird die weibliche Form Cousinenwirtschaft als Bevorzugung von weiblichen Verwandten und Freundinnen bei Stellenbesetzungen, Auftragsvergaben und Ähnlichem ohne Bezug zur fachlichen Eignung.
In schwäbischen Mundarten ist die Bezeichnung Vetterleswirtschaft üblich, in alemannischen Mundarten Vetterliwirtschaft. Bei einer Günstlingswirtschaft sind keine Familienangehörigen, sondern andere Personen die Nutznießer des verschafften Vorteils (vergleiche Klientelpolitik). Im bairischen Sprachraum heißt es ungeachtet einer familiären Verbandelung Spezlwirtschaft (Spezi, Spezl: „Freund“), in Österreich Freunderlwirtschaft oder Filz, im Rheinland bekannt als Klüngel.

## Wortherkunft
Die Bezeichnung „Vetternwirtschaft“ (von „Vetter“, zur Bedeutung und Wortherkunft siehe dort) kam erst im 20. Jahrhundert auf und wird zur Jahrtausendwende häufiger verwendet als „Nepotismus“.
Das Wort „Nepotismus“ ist abgeleitet vom lateinischen nepōs („Enkel, Urenkel, Neffe, Nachkomme“). Vergleichbare Bezeichnungen bestehen bereits im Altindischen (nápāt „Abkömmling, Enkel, Sohn“) und im Altgriechischen (anepsiós „Geschwisterkind; Geschwistersohn, Neffe“). Nepos war zum einen die konkrete Bezeichnung für einen Neffen (oder Enkel), zum anderen die Bezeichnung für Nachkommen im Allgemeinen. Im mittelalterlichen Latein bezeichnet Nepos dann übergreifend jeden Verwandten, ohne dass auf den Verwandtschaftsgrad zurückgeschlossen werden könnte. In die französische Sprache kommt das Wort als neveu (Neffe), ins Englische als nephew. In der deutschen gehobenen Umgangssprache wurde mit spöttischem Beiklang, vermittelt über das Französische, das aus der lateinischen Form nepotem abgeleitete Wort Neveu oder Nevö bis 1914 verwendet (bis zur damaligen Kampagne gegen Wörter französischer Herkunft). Das von nepos abgeleitete Wort Nepot für einen begünstigten jüngeren Verwandten (meist in der Politik) ist veraltet.
Gemäß Friedrich Kluges Etymologisches Wörterbuch der deutschen Sprache kann das Wort „Neffe“ wie lateinisch nepos auf indogermanisch népōt („Enkel“, vielleicht in der Grundbedeutung „schutzlos“) zurückgehen. Die Bedeutungen (althochdeutsch nëvo, mittelhochdeutsch nëve, daraus frühneuhochdeutsch nefe, seit dem 17. Jahrhundert Neffe) schwanken zwischen „Schwestersohn“, „Brudersohn“, „Enkel“, „Vetter“ und „Oheim“.

## Geschichte
Vetternwirtschaft gab und gibt es in und zwischen Herrscherhäusern. Innerhalb des europäischen Hochadels gab es stets Verwandtschaften über Staatsgrenzen hinweg, teilweise zustande gekommen durch Vernunftehen oder arrangierte Heiraten. Diese Verwandtschaften beeinflussten auch das Entstehen und Vergehen von Allianzen, Bündnissen und Koalitionen.
Berühmt und berüchtigt war die praktizierte Kardinalsvetternwirtschaft der Bischöfe und Päpste in Mittelalter und Neuzeit. Einen großen Aufschwung erfuhr er durch die avignonesischen Päpste Clemens V., Johannes XXII., Clemens VI. und Innozenz VI. im 14. Jahrhundert. Den Höhepunkt erreichte die päpstliche Vetternwirtschaft vom 15. bis zum 17. Jahrhundert, als den päpstlichen Verwandten ganze Teilgebiete des Kirchenstaats zu Lehen gegeben wurden, um eigene Fürstentümer zu errichten (siehe dazu Nepotismus am Heiligen Stuhl).
In Frankreich wird die Bezeichnung népotisme für die durch gemeinsame akademische oder dienstliche Karrieren entstehenden Abhängigkeiten und Begünstigungen benutzt, die insbesondere den öffentlichen Dienst und den großen staatlich kontrollierten, formal privatwirtschaftlichen Bereich durchdringen (etwa bei Energie- und Versorgungswirtschaft, Bahn, Film und Kultur).

## Beispiele
- Kölner Klüngel, ein System auf Gegenseitigkeit beruhender Hilfeleistungen und Gefälligkeiten
- Im Jahr 2013 wurde die Verwandtenaffäre aufgedeckt, eine Ausnutzung von Übergangsregelungen zur Beschäftigung von Verwandten durch bayerische Landtagsabgeordnete.
- Als Vetternwirtschaft wurde gesehen, dass der US-Präsident John F. Kennedy seinen Bruder Robert F. Kennedy 1960 als Justizminister in sein Kabinett aufnahm.

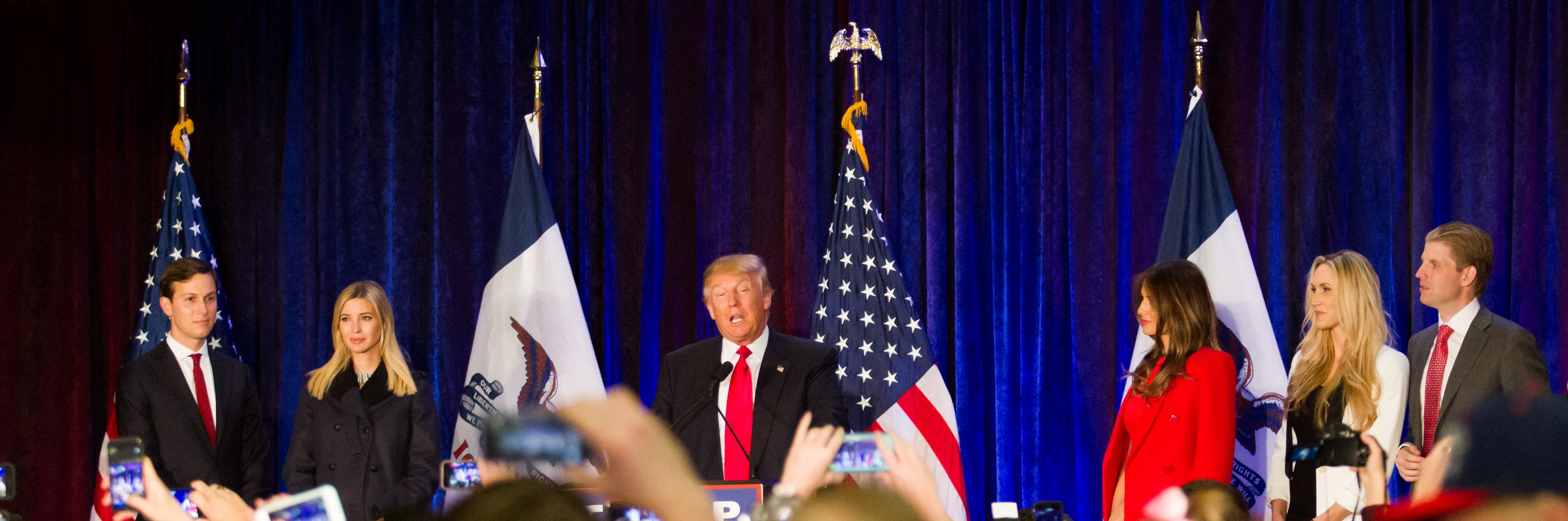
Die Familie Trump

- US-Präsident Donald Trump ernannte 2016 seine Tochter Ivanka (Yael Kushner) zur Beraterin im Weißen Haus sowie seinen Schwiegersohn Jared Kushner zum Chefberater (senior advisor) mit einer Reihe von Sonderfunktionen.
- Der türkische Präsident Recep Tayyip Erdoğan ernannte 2016 seinen Schwiegersohn Berat Albayrak zum Finanzminister.
- Der österreichische Vizekanzler Heinz-Christian Strache (FPÖ) ernannte 2018 seine damalige Ehefrau Philippa Strache zur Tierschutzbeauftragten seiner Partei.[9]
- Die wechselseitige Blockade von ÖVP und Grünen bei der Besetzung der Leitungen von BWB und BVwG in Österreich 2023.[10]
- Arianna Meloni, Beraterin von Italiens Regierungschefin Giorgia Meloni, übernahm im August 2023 das politische Sekretariat der Regierungspartei Fratelli d’Italia (Geschwister Italiens).[11] „Arianna Meloni ist zudem mit dem Spitzenpolitiker und Landwirtschaftsminister Francesco Lollobrigida, ebenso Mitglied der Fratelli d’Italia, verheiratet.“[11]
- Im Herbst 2023 hat Simbabwes Präsident Emmerson Mnangagwa zwei wichtige Ministerposten mit seinem Sohn, Kudakwashe David Mnangagwa (stellvertretender Finanzminister) und seinem Neffen, Tongai Mnangagwa (Vizetourismusminister) besetzt.[12] Die Opposition (Citizens Coalition for Change) wies das Ergebnis der Präsidentenwahl vom August 2023 zurück.[12]
- Im April 2024 verzichtete der deutsche, über 20 Jahre lang Europaabgeordnete Markus Pieper (CDU) nach Vorwürfen der Günstlingswirtschaft gegen EU-Kommissionschefin Ursula von der Leyen (CDU) auf den Posten des Mittelstandsbeauftragten.[13][14] Die Stelle in der Besoldungsstufe AD15 der EU entsprach einem Monatsgehalt von mehr als 18.000 Euro.[13][14]

## Bedeutungsähnlichkeiten
- Ämterpatronage: ungerechtfertigte Bevorzugung von Bewerbern bei der Besetzung von Ämtern und Positionen, vor allem im Öffentlichen Dienst oder Wissenschaftsbetrieb
- Seilschaft: informelle Gruppierungen von Personen, die ihr berufliches oder anderweitiges Vorankommen gegenseitig fördern
- Klientelismus: ein System ungleicher Abhängigkeitsbeziehungen in politischen Apparaten
- Kamarilla: Günstlingspartei, die ohne Befugnis und Verantwortung Einfluss auf die Entscheidungen eines Herrschers ausübt
- legacy preference: Bevorzugung der Kinder von Ehemaligen (Alumni) als offizielles Auswahlkriterium für Studienbewerber an US-amerikanischen Universitäten (insbesondere der Ivy League)[15]
- cuñadísimo (spanisch, etwa „größter aller Schwäger“): privilegierte Stellung eines Schwagers; die Bezeichnung ist abgeleitet vom Titel el Generalísimo (etwa „größter aller Generäle“), mit dem sich der spanische Diktator General Francisco Franco ansprechen ließ und der als umgangssprachliche Bezeichnung ins Spanische einging, als Franco begann, seinen (Schwipp-)Schwager Ramón Serrano Súñer an sämtlichen Entscheidungen zu beteiligen und ihn gegenüber Royalisten und anderen Faschisten zu bevorzugen.[16]
- Korruption: Bestechung, Vorteilsannahme, Vorteilsgewährung
- Networking: positiv konnotierter Begriff im Vergleich zu Vetternwirtschaft
- Postenschacher: Machtaufteilung in der öffentlichen Verwaltung Osterreichs als besondere Form der Korruption